# هوبكينتون (نيويورك)
هوبكينتون (بالإنجليزية: Hopkinton, New York)‏ هي بلدة أمريكية تقع في الولايات المتحدة في مقاطعة سانت لورنس، نيويورك. يقدر عدد سكانها بـ 1,077 نسمة ومساحتها 484.4 كم2 وترتفع عن سطح البحر 388 متر.